# ESO 381-12
ESO 381-12 è una galassia lenticolare situata in direzione della costellazione del Centauro alla distanza di 279 milioni di anni luce dalla Terra. Le galassie lenticolari hanno delle caratteristiche in parte condivise con le galassie spirali e in parte con le galassie ellittiche.
Questa galassia è stata recentemente immortalata dal Telescopio spaziale Hubble con l'utilizzo dell'Advanced Camera for Surveys.
Caratteristica, piuttosto rara, di questa galassia è la presenza di una sorta di guscio con una morfologia che ricorda i petali di un fiore. Questo aspetto peculiare sarebbe il risultato di interazioni con un'altra galassia avvenute in epoche recenti che hanno generato la formazione di onde d'urto verso l'interno responsabili anche di violenti processi di neoformazione stellare.
Nell'immagine ripresa da Hubble, sulla destra, è stata inquadrata anche la galassia spirale barrata ESO 381-13 (o PGC 42877), che probabilmente è o sarà in interazione con ESO 381-13.